# 富樫成春
富樫 成春（とがし しげはる）は、室町時代中期の武将・守護大名。富樫氏18・20代当主。加賀国守護。

## 生涯
富樫教家の子として誕生。元服時に8代将軍・足利義政（義成）から偏諱を受けていることや、嘉吉2年（1442年）に守護に任じられたことから、おおよそ1430年代の生まれと推測される。
父・教家は弟・泰高と加賀守護職をめぐって対立していた。嘉吉2年（1442年）、成春は管領・畠山持国の後押しを得て守護となり、泰高派の山川氏を討伐するなど優位に立ったが、文安2年（1445年）には泰高を推す管領細川勝元に守護職を取り上げられ、父と共に追放されるなど混乱が続く。
文安4年（1447年）、勝元の仲介で泰高は加賀南半国の、成春は北半国の守護職となることで両者は和睦、6年に及んだ富樫氏の内紛はようやく終結した。
長禄元年（1457年）末、嘉吉の乱以来逼塞していた赤松氏の家臣が長禄の変で功を上げた。これを見た細川勝元が翌年になって赤松政則に加賀北半国の守護を与えたため、成春は再び追放された。
寛正3年（1462年）、成春は失意のうちに病没した。後に子・政親が加賀一国の守護となるも弟・幸千代と抗争を巻き起こし、それに乗じて勢いを強めていた本願寺勢力が介入。長享2年（1488年）には政親が一向一揆によって倒され（長享の一揆）、泰高が名目上の守護に復帰したものの、富樫氏の支配は形骸化していくこととなる。